# Kostnica v Hartenbergu
Kostnica v Hartenbergu (nemško Hartberger Karner) je pomembna poznoromanska zgradba. Karner ali kostnica je na južni strani župnijske cerkve svetega Martina v Hartbergu na Štajerskem v Avstriji.

## Arhitektura
Kostnica izvira iz druge polovice 12. stoletja. Je dvonadstropna rotunda z okroglima strehama, kritima s strešnimi ploščicami. Zidana je iz klesanega kamna, narejena iz lokalnega apnenca. Zgoraj je kapela za maše za umrle s tričetrtinsko apsido s freskami. Premer glavnega prostora je 6,6 metra, apside 4 metre. Osrednji prostor je kapelica svetega Mihaela, visoka 7 m, s stožčasto streho, ki sega v višino do 8 m. V kleti je kostnica. Glede na napis nad portalom je bila zgrajena leta 1167.
7. marca 1715 je bila kostnica v požaru močno uničena. Dolgo časa je ostala brez strehe, zato so bile freske zelo poškodovane.
V obdobju med 1889 in 1894 je bila kostnica temeljito obnovljena. Dodano je bilo stopnišče, obnovljene in dopolnjene so bile freske v notranjosti (iz okoli leta 1200). Prvotna barva figur je bila v glavnem uničena in izvirnih delov ni bilo (npr. žrelo pekla). Leta 1893 jih je Theophil Melicher začel restavrirati, nastale so nove stvaritve: obok, kralj na konju, kralj na zmaju, kralj na kitu, golob z vejo v kljunu, Kristus in apostol Janez, hudič, ki podi golega moškega in Juda v žrelo pekla.
Ali je to alegorična upodobitev sedmih smrtnih grehov ali vizija štirih kraljestev Daniela v freskah, ni jasno.